# Ms. (revista)
Ms. és una revista feminista nord-americana cofundada l'any 1971 per la periodista i activista social/política Gloria Steinem. Va ser la primera revista feminista nacional nord-americana. Els editors originals van ser Letty Cottin Pogrebin, Mary Thom, Patricia Carbine, Joanne Edgar, Nina Finkelstein, Mary Peacock, Margaret Sloan-Hunter i Gloria Steinem. Començant com una inserció puntual a la revista New York Magazine el 1971, el primer número independent de Ms. va aparèixer el gener de 1972, amb finançament de l'editor de Nova York Clay Felker. Tenia la intenció d'atraure un públic ampli i presentava articles sobre una varietat de temes relacionats amb les dones i el feminisme. Des de juliol de 1972 fins a 1987, es va publicar mensualment. posteriorment es va publicar trimestralment.
En el seu punt àlgid als anys setanta, Ms. va tenir un gran èxit però no sempre va poder conciliar les seves preocupacions ideològiques amb consideracions comercials. Des de 2001, la revista la publica Feminist Majority Foundation, amb seu a Los Angeles i Arlington, Virgínia.

## Del 1971 al 1987

### La primera portada de la revistaMs
El número zero de la revista Ms. va ser publicat el desembre de 1971 per la revista New York. La portada, il·lustrada per Miriam Wosk, representa una versió embarassada de la deessa hindú Kali que utilitza vuit braços per subjectar un rellotge, una paella, una màquina d'escriure, un rasclet, un mirall, un telèfon, un volant i un ferro. 300.000 còpies de prova de la revista es van esgotar en tres dies i van generar 26.000 comandes de subscripció en les properes setmanes. Steinem va defensar aquesta portada, ja que li agradaven les imatges d'una dona fent malabars amb múltiples facetes de la vida, una cosa en la qual es centraria la revista Ms. A més, la portada mostra una deessa hindú per transmetre missatges de neutralitat i universalitat femenina.

### Orígens i creació
Ms. era vista per les dones com una veu per a les dones, una veu que s'havia ocultat i deixat fora dels principals mitjans. La primera publicació de la revista com a número independent incloïa articles sobre dones que van tenir experiència amb avortaments, promou l'eliminació de les paraules masclistes de la llengua anglesa i literatura centrada a ajudar les dones a adonar-se que podien defensar-se per si mateixes contra les normes socials.
La cofundadora Gloria Steinem va explicar la motivació per començar la revista Ms., afirmant: "Com a periodista em vaig adonar que realment no hi havia res per a les dones que llegís que estigués controlat per dones, i això va fer que, juntament amb altres dones, comencés la revista Ms." Steinem volia una publicació que abordés temes que preocupaven a les dones modernes en lloc de només temes domèstics com la moda i la neteja. Steinem inicialment volia que Ms. fos un butlletí de notícies, però estava convençut que els seus companys el convertirien en una revista. Patricia Carbine va pensar que una revista era millor pels diners dels anunciants i que podia arribar al seu públic amb el seu format portàtil, visualment agradable i fàcil. Els creadors de Ms., esperaven que hi hagués una participació important tant del públic en general com dels lectors. Per exemple, el primer número publicat l'any 1972 incloïa un reportatge titulat "Hem avortat", una llista de dones famoses que reconeixen que han passat per aquesta operació mèdica en particular. La funció tenia un cupó perquè els lectors incloguessin els seus propis noms com a part d'aquesta llista. A més, els lectors sovint interactuaven amb la revista enviant cartes als editors sobre la importància personal de la revista Ms.
Pel que fa a l'origen del nom escollit per la revista, ha afirmat: "L'anàvem a anomenar Sojourner, després de Sojourner Truth, però això es va percebre com una revista de viatges. Llavors l'anàvem a anomenar Sisters, però això es va veure com una revista religiosa. Ens vam optar per Ms. perquè era simbòlic, i també, era un nom, que és bo per a un logotip". "Lilith" i "Bimbo" també es consideraven títols per a la revista. En aquest moment, l'honorífic "Ms.", una alternativa a "Miss" o "Mrs". que neutralitza l'estat civil de la dona, estava sent promogut per Sheila Michaels però encara era ben conegut ni definit pels mitjans de comunicació. En particular, quan Michaels va suggerir l'ús de "Ms". el 1969, en una pausa durant una entrevista a la ràdio WAI amb el grup The Feminists, una amiga de Steinem va escoltar l'entrevista i la va suggerir com a títol per a la seva nova revista.

### Portada de Wonder Woman

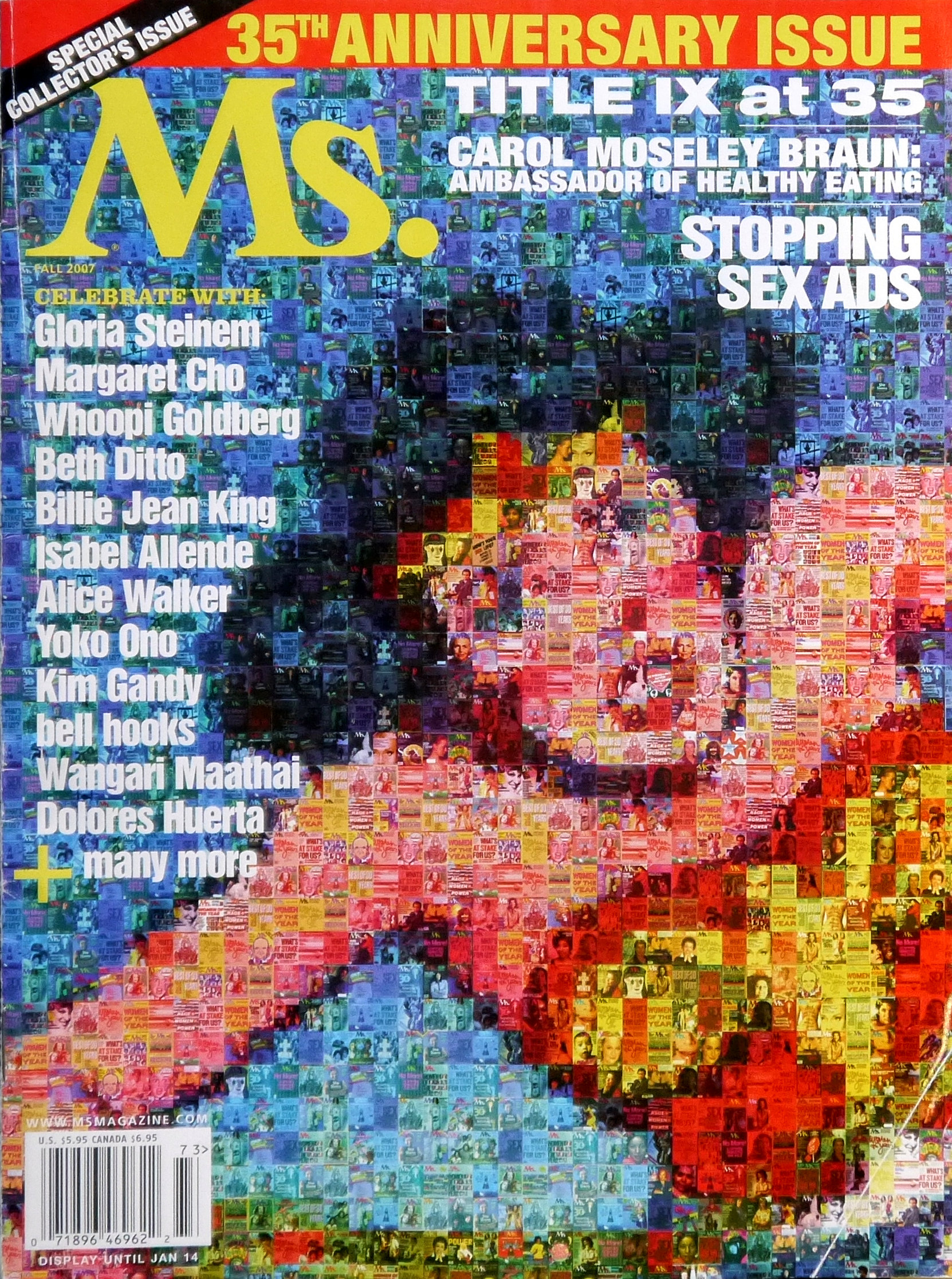
Revista Ms., número del 35è aniversari de la tardor de 2007 amb Wonder Woman

Gloria Steinem va col·locar Wonder Woman, disfressada, a la portada del primer número publicat de manera independent de Ms. v1 núm.1, juliol de 1972 (Warner Communications, propietari de DC Comics, era un inversor), que també contenia un assaig agraït sobre el personatge. Steinem es va ofendre perquè a la superheroïna femenina més famosa del món li havien eliminat els poders als còmics publicats més recentment. L'autor progressista Samuel R. Delany va escriure dos números del còmic Wonder Woman el 1972, durant aquest període controvertit de la història de la publicació quan el personatge principal va abandonar els seus superpoders i es va convertir en un agent secret. Al principi, Delany havia d'escriure un arc de sis números que culminaria amb una batalla per una clínica d'avortament, però l'arc de la història es va cancel·lar després que Steinem liderés un esforç de lobby protestant per l'eliminació dels poders de Wonder Woman, un canvi anterior a la participació de Delany. L'acadèmica Ann Matsuuchi va concloure que els comentaris de Steinem van ser "usats convenientment com a excusa" per la direcció de DC. Els poders de Wonder Woman i el vestit tradicional es van restaurar al número 204 (gener-febrer de 1973).
Joanne Edgar va escriure la portada del número de 1972 amb Wonder Woman. Va descriure al personatge, la seva relació personal amb els còmics i qüestions aplicades a les dones, com ara la dinàmica de poder i la discriminació de gènere al lloc de treball.
Ms. va presentar Wonder Woman a la portada de la seva revista el 1972 amb el títol "Wonder Woman For President". Steinem volia pressionar els còmics de DC per mostrar Wonder Woman com un heroi feminista perquè sentia que les noves imatges de Wonder Woman dels anys 60 l'objectivaven. En incloure Wonder Woman a la portada de Ms., Steinem va poder animar Dick Giordano a restablir el llaç de la veritat de Wonder Woman, les polseres i la seva història d'origen.
La portada de Ms. volia abraçar els trets de compassió que tenia Wonder Woman, així com la seva creença en la justícia. Tim Hanley, un historiador del còmic, va comentar com la portada de Ms. posava èmfasi en la unitat i la "fraternitat". Mentre que algunes dones donaven suport que Wonder Woman fos una icona del feminisme de la segona onada, d'altres van criticar Ms. per mostrar una dona amb qualitats "sobrehumanes" o inabastables. Tanmateix, els editors de Ms. estaven preocupats per presentar figures públiques femenines reals a les seves portades des del principi a causa de la seva preocupació de representar-les com a símbol del moviment feminista.
Jill Lepore va reflexionar sobre la portada de la revista Ms. amb Wonder Woman anomenant-la la connexió entre el feminisme de la primera onada i el feminisme de la segona onada. Wonder Woman es va inspirar en els esforços del moviment del sufragi femení i en el treball de les dones durant la Gran Depressió.

### Contingut editorial
"The Housewife's Moment of Truth", la primera portada de la revista Ms., va ser escrita per Jane O'Reilly. L'article d'O'Reilly parlava de la força feminista i de l'oposició contra la repressió de les dones a la societat i a la llar. L'article també va ajudar a introduir la idea de "clic!", o la constatació que una dona adquireix quan s'adona que es poden combatre les exigències que se li fan per actuar, treballar i comportar-se d'una determinada manera. L'any 1972, Ms. va publicar els noms de 53 dones que van admetre haver avortat quan el procediment era il·legal a la majoria dels estats del país. La petició de Ms. incloïa una secció per retallar perquè les dones, la signessin i l'enviessin a la revista. La secció d'arrencada deia:
| «               | Les actituds i les lleis contra l'avortament en aquest país estan causant un patiment incalculable. Aproximadament un milió de dones nord-americanes van tenir avortaments "il·legals" el 1971, molts d'ells autoinduïts o realitzats per persones no qualificades, alguns d'ells mortals. He tingut un avortament. M'uneixo públicament a milions d'altres dones nord-americanes per exigir la derogació de totes les lleis que restringeixen la nostra llibertat reproductiva. | » |
| — Ms. (revista) | |   |

Entre els signants hi havia Billie Jean King, Judy Collins, Anaïs Nin, Gloria Steinem, Susan Sontag i Nora Ephron. La petició es basava en proves que al voltant del 25% de les dones nord-americanes havien optat per avortar, malgrat el seu estatus legal variable. Anomenada American Women's Petition, la petició de Ms. s'inspirava en el Manifest del 343 que s'havia publicat l'any anterior en el qual 343 dones franceses declaraven públicament haver avortat, que també era il·legal a França en aquell moment. El 1973, la decisió Roe v. Wade de la Cort Suprema dels Estats Units legalitzaria l'avortament a tot el país.
La petició va ser la inspiració per a una campanya similar de la Ms. l'any 2006, així com un escrit d'amicus signat per més de 100 advocats nord-americans en suport de l'anul·lació de les regulacions de l'avortament en qüestió a Whole Woman's Health v. Hellerstedt.
L'edició de gener de 1973 va incloure a Shirley Chisholm i Sissy Farenthold a la portada amb el títol: "The Ticket That Might Have Been".

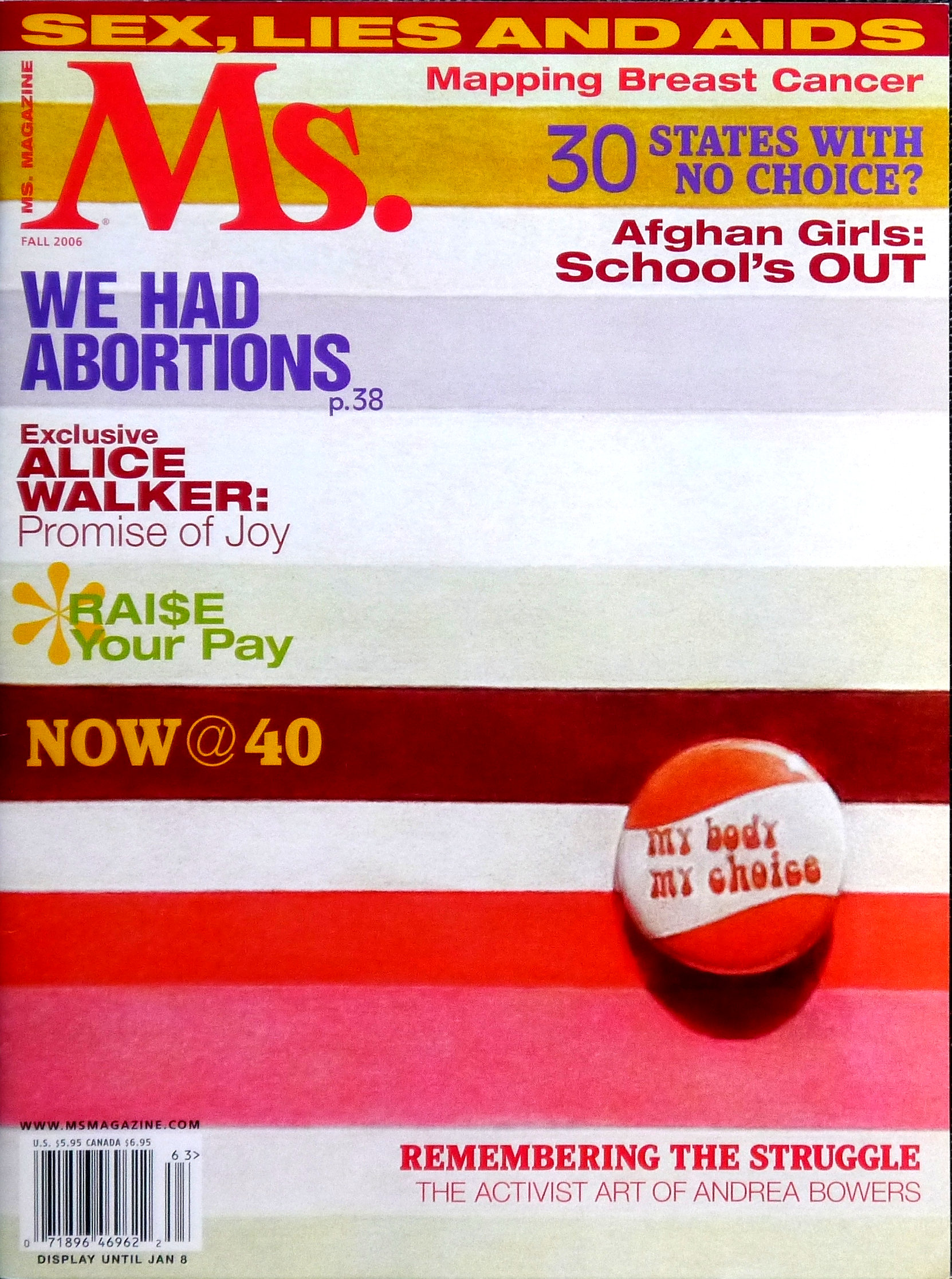
Número de tardor de 2006 de la revista Ms. per "We Had Abortions"

Del 1974 al 1977, va col·laborar amb la radiodifusió pública i, amb l'ajuda d'una subvenció de la Corporació de Finançament Públic, va produir la sèrie de televisió Woman Alive!. El programa estava fet per reflectir la revista i consistia en documentals breus realitzats per cineastes independents, entrevistes i segments d'entreteniment.
Una portada de 1976 sobre dones maltractades va convertir a Ms. en la primera revista nacional que tractava el tema de la violència domèstica. La foto de portada mostrava una dona amb la cara maganyada.
Des de 1972 fins a 1988, Suzanne Braun Levine va ser editora de Ms.
Juntament amb altres esforços cap a la reforma lingüística feminista, Ms. va desafiar la frase "Pau a la terra, bona voluntat per als homes" canviant la salutació per "Pau a la terra, bona voluntat per a la gent". En els seus primers anys, la portada de desembre de la revista va proclamar aquest missatge alterat amb dissenys atrevits i acolorits de la dissenyadora brasilera Bea Feitler, així com en adreces editorials de Steinem.
Al llarg de la seva llarga història, la revista ha presentat articles escrits per i sobre moltes dones i homes a l'avantguarda dels negocis, la política, l'activisme i el periodisme. El periodisme d'investigació de la revista va trencar diverses històries de referència sobre temes com els tallers d'explotació a l'estranger, el tràfic sexual, la bretxa salarial, el sostre de vidre, la violació en una cita i la violència domèstica.
El tipus de feminista que va atraure Ms. és més sovint etiquetada com a feminista "cultural", aquelles interessades a canviar les normes de gènere molt arrelades dins de la cultura nord-americana. Els editors de les revistes van representar aquests antecedents, ja que no s'identificaven com a dones en política ni com a feministes polítiques; Les editores de Ms. van representar aquests antecedents, ja que no s'identificaven com a dones en política ni com a feministes polítiques; més aviat, eren activistes, escriptores i graduades de totes les universitats de dones. Tot i que els editors representaven una petita part de les feministes als anys setanta, la Sra. es va esforçar per representar el terme "universalitat femenina", una frase que englobava la representació de totes les dones sense importar el seu estatus socioeconòmic, raça, religió o creences polítiques.

## Des de 1987

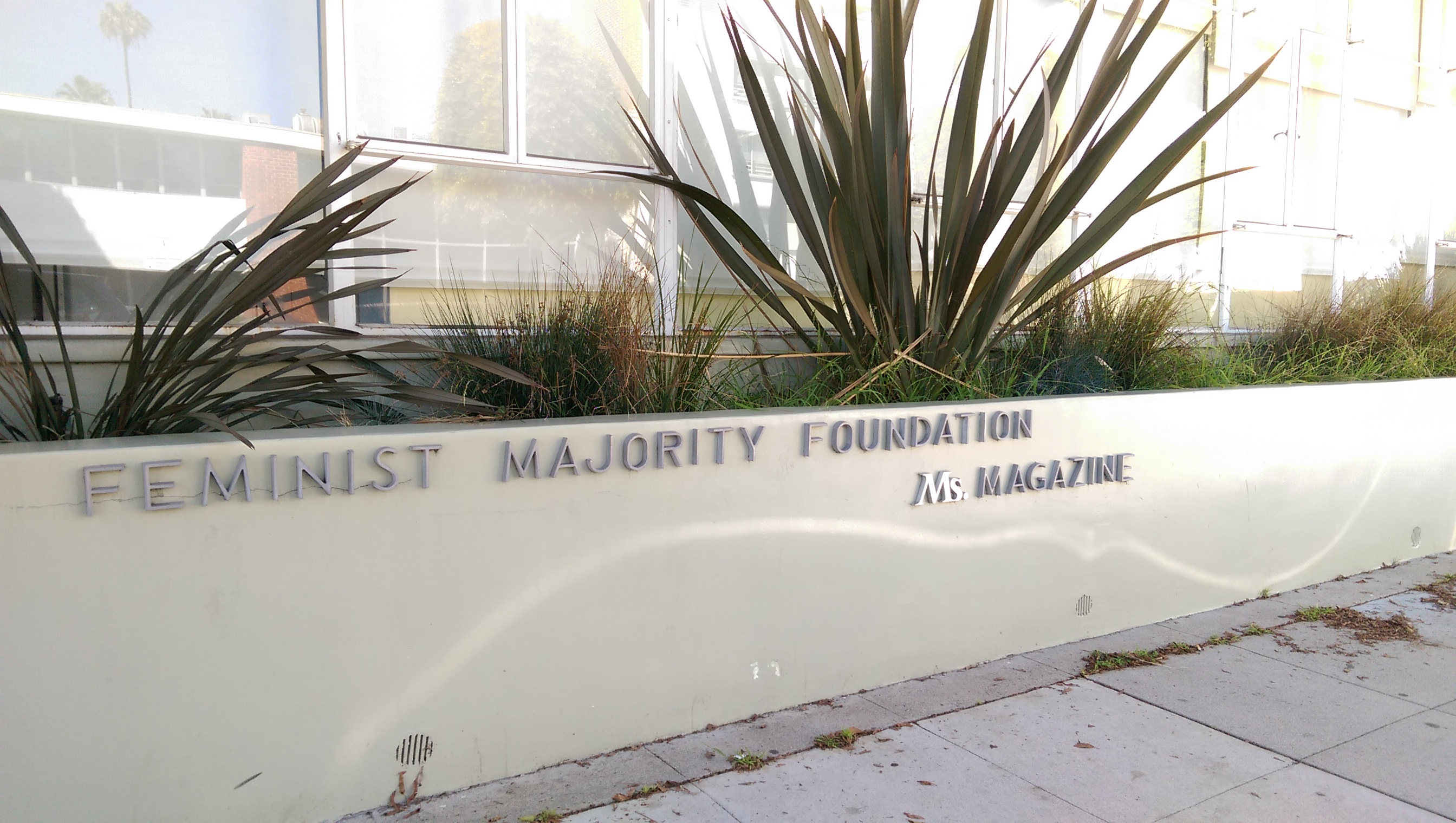
Oficines de la revista Ms. a Los Angeles, Califòrnia

El 1987, Ms. va ser comprada per Fairfax, una empresa de mitjans australiana, que va nomenar la cap de la seva branca nord-americana, Sandra Yates, per supervisar el canvi editorial i financer de la revista. El 1989, preocupades per una direcció editorial percebuda centrada en la "portada de Cher" sota Anne Summers, les feministes americanes la van comprar de nou i van començar a publicar la revista sense anuncis.
Robin Morgan i Marcia Ann Gillespie van exercir els respectius mandats com a editors en cap de la revista. Gillespie va ser la primera dona afroamericana que va dirigir la Sra. Durant un període, la revista va ser publicada per MacDonald Communications Corp., que també va publicar les revistes Working Woman i Working Mother. Coneguda des dels seus inicis per una anàlisi feminista única dels esdeveniments actuals, el canvi de 1991 de la revista Ms. a un format sense anuncis també la va donar a conèixer per exposar el control que molts anunciants afirmen sobre el contingut de les revistes per dones .
El 1998, Gloria Steinem, Marcia Ann Gillespie i un grup de dones inversores van crear Liberty Media (no el conglomerat de cable/satèl·lit del mateix nom) i van posar la revista sota propietat independent. Va romandre sense anuncis i va guanyar diversos premis, inclòs un premi Utne per a comentaris socials. Amb Liberty Media enfrontant-se a la fallida el novembre de 2001, la Feminist Majority Foundation va comprar la revista, va acomiadar el personal i va traslladar la seu editorial de Nova York a Los Angeles. Antigament bimestral, la revista s'ha publicat des de llavors trimestralment.
L'any 2005, sota la direcció de l'editor en cap Elaine Lafferty, Ms. va ser nominada per a un National Magazine Award per l'article de Martha Mendoza "Between a Woman and Her Doctor". Malgrat aquest èxit, Lafferty va deixar la revista després de només dos anys després de diversos desacords, inclosa la direcció editorial d'una història de portada sobre Desperate Housewives, i una bretxa generacional percebuda cap a les feministes de la tercera onada i el grunge.

### Contingut editorial posterior
Una altra petició "We Had Abortions" va aparèixer al número d'octubre de 2006 com a part de la portada del número. Aquesta vegada, la petició contenia signatures de més de 5.000 dones que declaraven que havien avortat i que no tenien "vergonya de la decisió", incloses les actrius Amy Brenneman i Kathy Najimy, l'humorista Carol Leifer i la mateixa Steinem.
L'any 2017, Ms. va celebrar el 45è aniversari de la seva publicació. En honor d'aquest esdeveniment, Ms. va fer una referència al seu primer número el 1972 que presentava Wonder Woman a la portada. Aquesta elecció es va basar en la creença de Wonder Woman en "la germanor i la igualtat", cosa que Ms. afirma que és un "valor impulsor" per a les creences feministes no només quan va començar la revista, sinó en la societat actual.

## RevistaMs.i dones de color

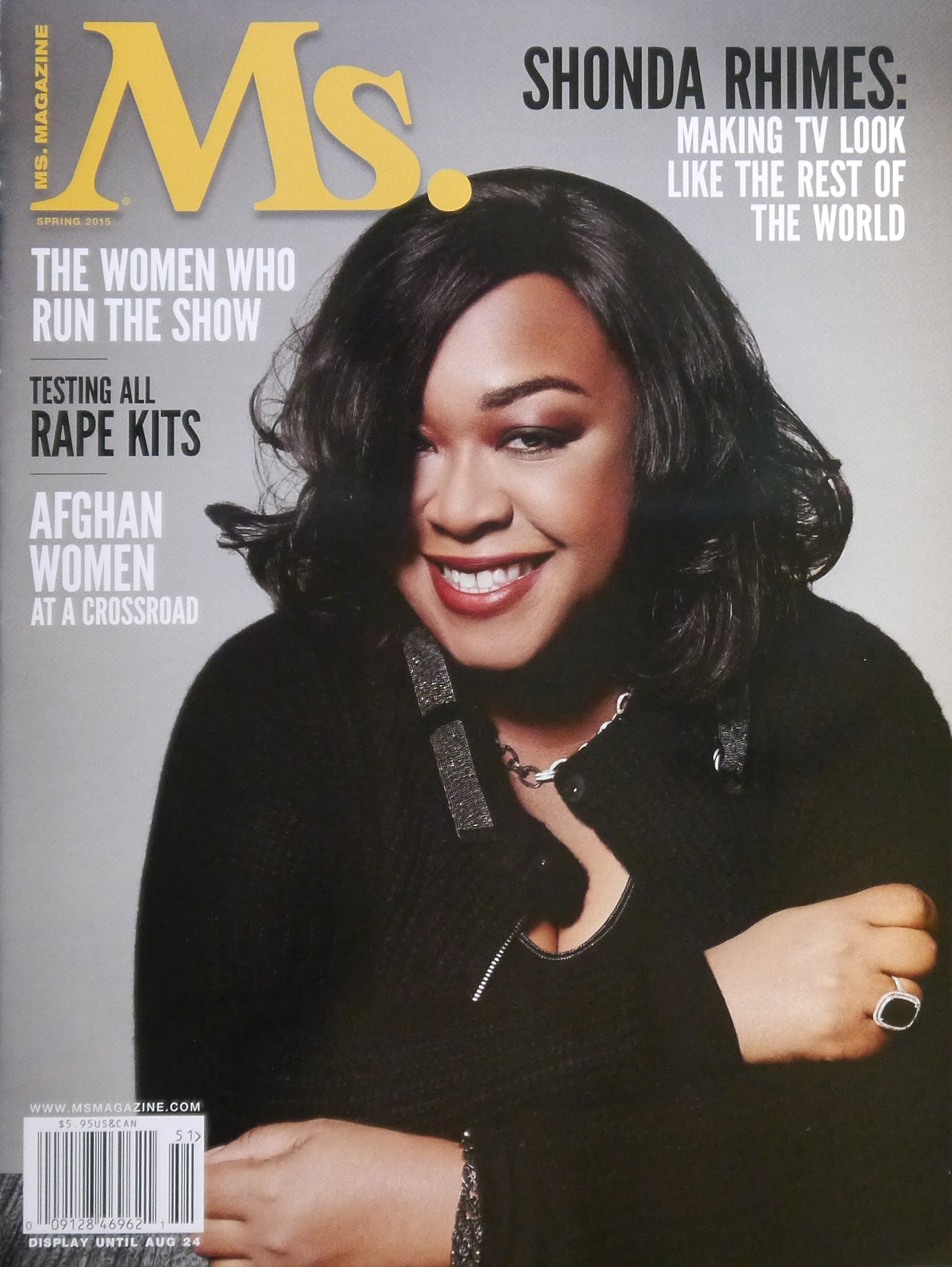
Ms., número d'estiu de 2014 amb Chimamanda Ngozi Adichie

### Ms.i dones negres
Steinem, ella mateixa, es va inspirar en moltes dones de color al llarg de la seva carrera en activisme. Sobretot, Steinem va treballar amb Flo Kennedy i Shirley Chisholm per defensar els drets de les dones. Steinem va fundar la revista Ms. amb Dorothy Pitman Hughes, que estava involucrada en l'activisme pel benestar infantil i el Moviment pels Drets Civils. El 1973, Ms. va presentar una versió de Shirley Chisholm titulada "The Ticket That Might Have Been...". Paral·lelament, la revista Ms. també va ser criticada per la manca de diversitat mostrada en els seus continguts, especialment cap al final de la seva època d'influència a finals dels anys vuitanta. El 1986, l'autora Alice Walker, col·laboradora de Ms., va dimitir, citant la manca de diversitat a les portades de la revista i les seves característiques limitades de les dones de color. Walker havia escrit anteriorment un article el 1975 titulat "A la recerca de Zora Neale Hurston", que es va acreditar que havia creat nous interessos en les escriptores negres. Els editors de Ms. admeten, mentre reflexionen sobre la seva influència als anys setanta, que les seves publicacions eren percebudes com a "elitistes" de vegades a causa del seu personal, però el contingut sempre ha estat pensat per ser inclusiu. El 1975, la revista Ms. tenia una portada de Pam Grier i el 1979 van tenir Michelle Wallace a la portada. Tot i que Ms. va presentar portades de dones negres, revistes com Essence creades durant un període de temps similar es van centrar més en l'apoderament de les dones negres. No s'ha trobat cap associació entre organitzacions de mitjans feministes negres com la Kitchen Table Press i el Combahee River Collective amb Ms.
De 1993 a 2001, durant el mandat de Marcia Ann Gillespie, les veus i les perspectives de les dones de color i la inclusió de feministes i opinions diverses van augmentar de manera espectacular.
A partir del 2020, la revista Ms. té característiques i columnes que destaquen el treball de les dones negres. Per exemple, Janell Hobson, una Sra. Scholar, treballa a la sèrie Black Feminist in Public que destaca la interseccionalitat dels mitjans de comunicació.

### Ms.i dones indígenes
Steinem va ser molt influenciada per l'activisme de Wilma Mankiller, membre de la nació Cherokee a Oklahoma. Mankiller es va unir a la junta de la Fundació Ms. per a les Dones el 1973 i va rebre el títol de Dona de l'Any per Ms. el 1987. Steinem i Mankiller eren amics, assessors i col·legues. Mankiller es va centrar en els drets de les dones indígenes i també va col·laborar amb Steinem en aquest tema. La cobertura de la revista sobre temes que afecten la comunitat indígena ha augmentat durant els darrers dos anys. Per exemple, Ms. va cobrir l'aprovació de lleis per protegir les dones indígenes, com ara la Savannah Act i la Not Invisible Act.

## Política de publicitat
El 10 de gener de 2008, el Congrés Jueu Americà va publicar una declaració oficial que criticava la negativa de la revista a acceptar d'ells un anunci de pàgina sencera en honor a tres dones israelianes destacades:Dorit Beinisch (presidenta de la Cort Suprema d'Israel), Tzipi Livni (ministra d'Afers Exteriors d'Israel), i la ministra d'Afers Exteriors d'Israel, Dalia K Itziket.

La Setmana Jueva de Nova York va informar que diverses feministes jueves, inclosa la fundadora de l'Aliança Feminista Ortodoxa Jueva, Blu Greenberg, estaven majoritàriament decebudes amb la decisió de Ms. de rebutjar l'anunci.

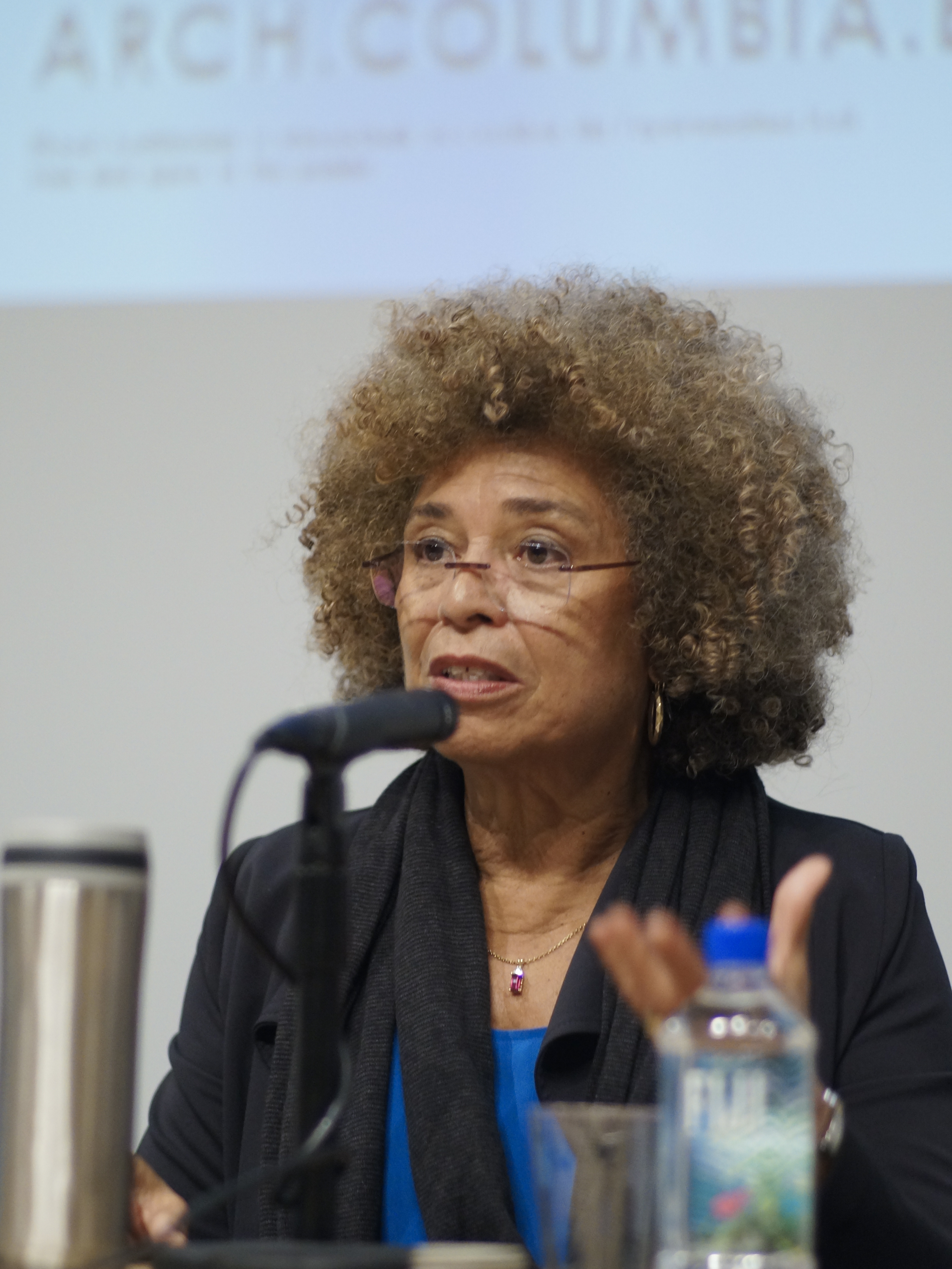
Angela Davis

No obstant això, Katherine Spillar, editora executiva de Ms., va respondre a aquestes crítiques al lloc web de la revista, rebutjant les afirmacions de biaix anti-Israel. Va argumentar que l'anunci proposat era incompatible amb la política de la revista d'acceptar només "anuncis impulsats per missió d'organitzacions no partidistes i sense ànim de lucre", cosa que suggereix que l'anunci podria haver-se percebut "com a favor de determinats partits polítics d'Israel per sobre d'altres, però també amb el seu eslògan "Això és Israel", l'anunci implicava que les dones a Israel tenen posicions de poder iguals que els homes". Spillar va afirmar que la revista havia "cobert el moviment feminista israelià i les dones líders a Israel... onze vegades" en els seus números dels últims quatre anys".

## Escriptores
Entre les col·laboradores hi ha:
- Àngela Davis
- Barbara Ehrenreich
- Susan Faludi
- Alice Walker
- Marcia Gillespie[53]
- Jane O'Reilly[54]
- Susan Braudy[54]
- Letty Cottin Pogrebin[54]